# Manat turkmeno
Il manat è la valuta del Turkmenistan. La moneta è stata introdotta il 27 ottobre 1993, in sostituzione del rublo russo con un tasso di cambio pari a 1 manat = 500 rubli. Il codice ISO 4217 era TMM ed il manat era suddiviso in 100 tennesi. L'abbreviazione m era usata a volte, ad es. 25.000 m significava 25.000 manat.
Dal 1º gennaio 2009 è stato introdotto il nuovo manat con codice ISO 4217 TMT ad un cambio di 1 nuovo manat = 5.000 vecchi manat.

## Etimologia
La parola manat è stata presa in prestito dalla parola russa "монета" (moneta) pronunciata come "maneta". Manat era anche il nome del rublo sovietico sia in lingua azera che in lingua turkmena.

## Monete

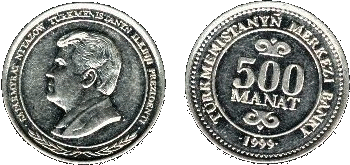
500 manat
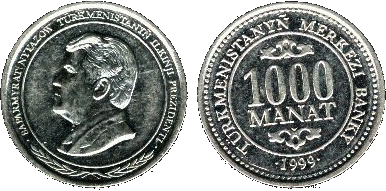
1000 manat

Nel 1993 sono state introdotte monete con i valori di 1, 5, 10, 20 e 50 tennesi. I pezzi da 1, 5 e 20 tennesi furono coniati in acciaio placcato con rame, mentre i valori maggiori sono placcati con nichel. Nel 1999, dopo un periodo di alta inflazione, sono stati introdotti le monete da 500 e 1000 manat.

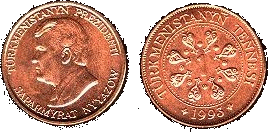
1 tennesi
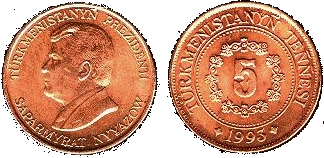
5 tennesi
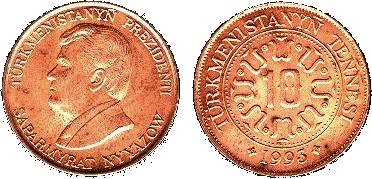
10 tennesi

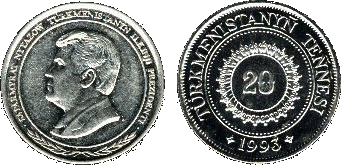
20 tennesi
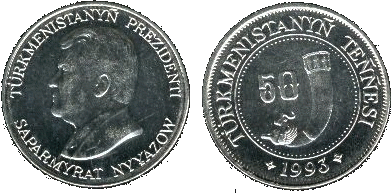
50 tennesi

- 500 manat
- 1000 manat

## Banconote
Nel 1993 sono state introdotte banconote con i valori da 1, 5, 10, 20, 50, 100 e 500 manat. Queste sono state seguite da quelle da 1000 manat nel 1995 e da 5000 e 10 000 manat nel 1996. Nel 2005 è stata introdotta una nuova serie con valori da 50, 100, 500, 1000, 5000 e 10 000 manat. Tutte le banconote recano il ritratto del defunto presidente Saparmyrat Nyýazow.
Nel 2009, è stata inserita una nuova serie di banconote, con cambio 1:5000 vecchi manat, la nuova serie contiene banconote con valore di 1, 5, 10, 20, 50, 100, e 500, anche se molto rara.
Le nuove banconote contengono misure di sicurezza all'avanguardia.

## Rivalutazione
Nell'ottobre del 2007 il website di notizie della opposizione turkmena, Gundogar, riferisce, citando fonti di De La Rue, che nel 2009 il Turkmenistan progetta di rivalutare il manat con un tasso di 1000 ad 1 a causa dell'inflazione e del cambio di presidente. Solo la banconota di maggior valore, quella da 500 Manat, dovrebbe mantenere il ritratto di Saparmyrat Nyýazow, mentre le altre si suppone che abbiano immagini degli edifici di Aşgabat e ritratti di Ahmed Sanjar, Oguz Khan, Magtymguly Pyragy ed altre immagini legate alla storia turkmena.
Come da comunicazioni della BCE e della Banca d'Italia, dal 26/1/2009, il Manat è rivalutato in ragione di 5000 a 1: 1 nuovo Manat (TMT) = 5000 vecchi Manat (TMM).

## Cambio al mercato nero
Il manat ha una notevole differenza di valutazione tra il tasso ufficiale e quello del mercato nero; questo infatti arriva ad applicare tassi superiori del 21% rispetto a quelli ufficiali. Come risultato pochissime istituzioni fuori dal controllo del Governo turkmeno applicano il tasso ufficiale. Pochissime compagnie multinazionali hanno continuato ad aderire al tasso ufficiale - come la British Airways - ma in genere solo per gli acquisti di chi ha il passaporto turkmeno e solo all'interno del paese stesso.